# 9463 Criscione
9463 Criscione este un asteroid din centura principală de asteroizi.

## Descriere
9463 Criscione este un asteroid din centura principală de asteroizi. A fost descoperit pe 20 aprilie 1998 la Socorro, New Mexico, în cadrul proiectului LINEAR. Asteroidul prezintă o orbită caracterizată de o semiaxă mare de 2,95 ua, o excentricitate de 0,05 și o înclinație de 0,8° în raport cu ecliptica.